# André Sultan-Sade
André Sultan-Sade ist ein deutscher Schauspieler, Regisseur, Autor, Choreograf und Intendant.

## Leben
André Sultan-Sade besuchte von 1997 bis 1998 die Musikhochschule Nürnberg. Im Juni 2001 schloss er seine Ausbildung an der Hamburger Stage school of music, dance & drama mit einem Staatlichen Diplom als Bühnendarsteller – Schauspiel, Gesang und Tanz ab. Danach war er im März des Folgejahres einen Monat als Sprecher für die Karstadt Warenhaus GmbH tätig. Anschließend war er drei Jahre als Darsteller tätig, unter anderem auf der MS Astor, im Theater der Altstadt in Stuttgart und am Stadttheater Fürth. Nachdem er anschließend für 17 Monate als Regisseur für die Aldiana GmbH tätig gewesen war, kehrte er im Frühjahr 2008 wieder zum Theaterwesen zurück. Ab Frühjahr 2017 war er fast zwei Jahre für zwei Kreuzfahrtunternehmen als Kreuzfahrtdirektor tätig und kehrte anschließend wieder zum Theater zurück.
Seit August 2013 ist André Sultan-Sade künstlerischer Leiter am Metropol-Theater Nürnberg. Im Mai 2019 wurde er Musicaldarsteller am Staatstheater Augsburg und ist außerdem an der Comödie Fürth als Choreograph beschäftigt und leitet den Gastroservice Metropol-Service Gastronomie Betriebe GmbH.
André Sultan-Sade lebt im bayrischen Nürnberg.

## Rollen

### Filme und Serien
- Zorn am Zaun (11x52) (als Karsten Olgason); K11 – Kommissare im Einsatz; Ausstrahlung durch Sat.1[4]
- Arme Betrogene (8x189) (als Jens Weber); Richter Alexander Hold; Ausstrahlung durch Sat.1[4]

### Theater
- Tom, Dick und Harry 2008 (als Kosovo Großvater Andreas); Comödie Fürth; Aufzeichnung durch den BR
- Außer Kontrolle 2009 (als Detektiv Horst Becker); Comödie Fürth; Aufzeichnung durch den BR
- Und ewig rauschen die Gelder 2010 (als Vikar Jürgen Goldschmitt); Comödie Fürth; Aufzeichnung durch den BR
- Alles auf Krankenschein 2011 (als Sascha); Comödie Fürth; Aufzeichnung durch den BR
- Hotel im Angebot 2011 (als Carsten); Comödie Fürth; Aufzeichnung durch den BR
- Der keusche Lebemann 2014 (als Heinz Fellner); Comödie Fürth; Aufzeichnung durch den BR
- Der wahre Jakob 2018 (als Archibald „Archie“ Elison); Comödie Fürth; Aufzeichnung durch den BR
- Die lustige Witwe 2019 (als Cascada); Comödie Fürth; Aufzeichnung durch den BR
- Unkraut vergeht nicht 2020 (als Ronny Reiber); Comödie Fürth; Aufzeichnung durch den BR
- Der verkaufte Großvater 2021 (als Fridolin Knöcherl); Comödie Fürth; Aufzeichnung durch den BR

### Choreographien
- Vom Geist der Weihnacht (2007–2011; Musical)
- Ritter Camenbert (2008; Musical)
- The Scarlet Pimpernel (2008; Musical)
- Schlossfestspiele Ettlingen (2008–2011; Choreographische Leitung)
- Musicalgala (2009)
- City of Angels (2009; Musical)
- Musicalgala (2010)
- Urmel aus dem Eis (2010)
- Dracula (2010; Musical)
- Rent (2011; Musical)